# Agustín de Iturbide
Agustín de Iturbide  (27. rujna 1783. – 19. srpnja 1824.), je bio meksički vojni general i političar, tijekom meksičkog rata za neovisnost,  izgradio je uspješnu političku i vojnu koaliciju koja je u Mexico Cityju 27. rujna 1821, odlučila za osamostaljenje države.
Nakon oslobođenja Meksika, proglašen je za predsjednika Namjesništva 1821. godine. Godinu dana kasnije, najavljen je kao car nove nacije. Vladao je kao car kratko od 19. svibnja 1822. do 19. ožujka 1823. Zaslužan je kao izvorni dizajner prve meksičke zastave.
U ranom devetnaestom stoljeću, nije bilo politički nemira u Novoj Španjolskoj. Jedna od prvih Iturbideovih vojnih kampanja je da pomogne ugušiti pobunu na čelu s J. Gabriel de Yermom. Stekao je reputaciju rano u svojoj karijeri koristeći svoj autoritet, iako je bio prepoznat i kao hrabar u borbi. Možda je bio uključen u zavjeru tijekom proglašenja neovisnosti 1809. godine na čelu koje je bio José Mariano Michelena u Valladolidu.  Neki povjesničari smatraju da je izdao Michelena kada on nije bio izabran za vođu.